# Hellusier
Hellusier und Oxionen waren nach Tacitus’ Germania Mischvölker aus Menschen und Tieren, die weit im Norden der damals bekannten Welt, jenseits der Finnen, lebten.
Das Übrige ist schon sagenumwoben: Dass die Hellusier und Oxionen Gesichter und Mienen von Menschen haben, und Körper und Gliedmaßen von Tieren: Das werde ich als unerforscht unentschieden lassen. (Tacitus, Germania, 46)
Die Vorstellung der Existenz solcher Wesen am Rande der bekannten Welt hielt sich bis ins Mittelalter. Moderne Interpretationen gingen davon aus, dass es sich bei den beschriebenen Wesen wohl um Seehunde und Seelöwen in der Nordsee handelte, die zumindest im Kopfbereich eine gewisse Ähnlichkeit zum Menschen aufweisen.